# Rashid Al-Dosari
Rashid Al-Dosari (en árabe: راشد الدوسري‎; Baréin; 24 de marzo de 1980) es un exfutbolista de Baréin que jugaba en la posición de centrocampista.

## Carrera

### Club
| Periodo   | Club                  |
| --------- | --------------------- |
| 2000      | Muharraq Club         |
| 2001      | Al-Shaab CSC          |
| 2001-2003 | Al-Markhiya SC        |
| 2003-2004 | Muharraq Club         |
| 2004–2005 | Al-Arabi Doha         |
| 2005–2016 | Muharraq Club         |
| 2005–2006 | → Al-Khor SC (cedido) |

### Selección nacional
Jugó para Baréin en 75 ocasiones de 2001 a 2008 y anotó tres goles; participó en dos ediciones de la Copa Asiática y en los Juegos Asiáticos de 2002.

## Logros
- Liga Premier de Baréin (6): 2003-04, 2006–07, 2007–08, 2008–09, 2010–11, 2014–15
- Copa del Rey de Baréin (6): 2008, 2009, 2011, 2012, 2013, 2015–16
- Copa FA de Baréin (1): 2009
- Copa Príncipe de la Corona de Baréin (3): 2007, 2008, 2009
- Supercopa de Baréin (1): 2013
- Copa de Clubes Campeones del Golfo (1): 2012
- Copa AFC (1): 2008